# Dečki iz Rakitja
Dečki iz Rakitja, hrvatski dokumentarni film iz 2006. godine. Bavi se stvaranjem prave hrvatske policije nakon prvih višestranačkih izbora u Hrvatskoj. Opisuje se proces ubrzanog školovanja prve generacije policajaca i kako je godinu poslije iz tih redova će godinu nastala nova specijalna policija, okosnica buduće hrvatske vojske. Sadrži snimke iz arhiva HTV. 